# 金沢港
金沢港（かなざわこう）は、石川県金沢市の大野川の河口に位置し、日本海に面する港湾である。港湾管理者は石川県。港湾法上の重要港湾、港則法上の特定港に指定されている。
現在の港の部分を、金沢新港（かなざわしんこう）と呼ぶ場合もある。

## 概要
1970年（昭和45年）11月1日に開港（関税法上の開港年）。韓国の釜山、中国の上海などを結ぶ外貿定期コンテナ航路が就航するほか、小松製作所の建機輸出用に北米向け多目的船が不定期寄港する。また、金沢港は日本海側における外航クルーズ客船の拠点港としての側面もある。
2021年（令和3年）の貨物取扱量は、輸入751,554トン、輸出478,064トン、移出24,401トン、移入1,840,466トン、合計3,094,467トン。輸入国・輸出国の割合は中華人民共和国・大韓民国・ベトナム・インドネシアなどアジア諸国が大半を占めている。このほかに、小松製作所の金沢工場が隣接している関係から、ホイールローダーやダンプトラックなどの建設機械や産業機械の輸出が多いのが特徴となっている。
漁港や北陸地方の海産物集散地としての側面もあり、一般消費者も買い物ができる鮮魚市場「金沢港いきいき魚市」が設置されている。

## 歴史
古代においては、「大野湊」として『白山禅頂私記』の伝説に登場する。その後戦国時代から江戸時代初期にかけて近接する犀川河口の宮腰（現在の金沢市金石地区）の繁栄に押されていたが、北前航路の隆盛により宮腰とともに金沢の外港としての地位を築いた。北前船とそれを受けた日本海航路の全盛時代は明治時代後期まで続いたが、鉄道の普及など陸上交通網の発達とともに衰退した。
大正時代に入り、大野港を漁港として発展させようとする動きが起こる。1923年（大正12年）、石川郡大野町長の光谷次郎松が、金沢港を貿易港として発展させる構想を発表。帝国港湾協会の後援もあり、1933年（昭和8年）には金沢港築港が閣議決定される。1935年（昭和10年）には大野町が金沢市に編入され着工が期待されたが、第二次世界大戦により棚上げされた。
戦後も長い間棚上げされてきたが、1963年（昭和38年）の三八豪雪により北陸地方の陸上交通がほぼ完全に途絶え、金沢市内の石油が枯渇し急遽伏木港から取り寄せる事態となっていたことから、金沢での本格的な港湾建設の気運が急速に高まった。建設予定地が粟崎海岸であったことから港湾計画課サイドは当初「重要港湾というより海水浴場」と揶揄し、不賛成の意見が強かったが、地元がこれを押し切る形で推進したことを受け、翌1964年から重要港湾として12か年計画（建設費152億円）で建設が進められた。当時としては珍しい、日本最初の本格的な掘り込み式港湾であり、浚渫された土砂は河北潟の干拓工事に使用された。
当初は主に木材港として構想されていたことから、1967年には臨海部に木材工業団地の造成も始められた。
金沢港建設時に大野地区の大野町四丁目は、新港の水面で囲まれた島となった。また、五郎島地区は金沢港の工業団地建設のため、隣接する粟崎町に集団移転した。

### 年表
- 1954年（昭和29年） - 大野港と金石港を統合、名称を金沢港とする[17]。
- 1963年（昭和38年）
  - 10月 - 金沢港建設促進期成同盟会が結成される[14]。
  - 12月29日 - 建設省（当時）の昭和39年度予算の概算要求において、金沢港を重要港湾とする予算を計上[18]。
- 1964年（昭和39年） - 重要港湾に指定[17]。
- 1966年（昭和41年）10月27日 - 金沢港の起工式を挙行[19]。
- 1967年（昭和42年）12月 - 浚渫工事に着手[20]。
- 1970年（昭和45年）
  - 10月4日 - タンカー「鶴松丸」が入港（第1号船）[21]。
  - 10月20日 - 関税法における開港指定[17][21]。
  - 11月1日 - 開港式を開催（現在の金沢港としての開港日）[1][2][4][5]。完成後は石油基地4バース、水産埠頭が完成し、5,000t船舶の入港能力が整備された[22]。
- 1972年（昭和47年）8月 - 15,000t船舶が接岸出来る岸壁2バース（戸水岸壁）完成[22]。
- 1973年（昭和48年）12月 - 無量寺岸壁完成[22]。
- 1974年（昭和49年）2月 - 大野岸壁完成[22]。
- 1975年（昭和50年）2月 - 金沢合同港湾庁舎完成[22]。
- 1978年（昭和53年）2月 - 御供田岸壁完成[22]。
- 1988年（昭和63年） - 日韓定期コンテナ航路を開設[17]。
- 1997年（平成9年） - 日中定期コンテナ航路を開設[17]。
- 2000年（平成12年） - 北米貨物定期航路を開設[17]。
- 2008年（平成20年）11月 - 大浜埠頭の暫定供用を開始（2016年に完成）[17][23]。
- 2018年（平成30年）11月16日 - 横浜港とクルーズ客船誘致の連携協定を締結[24][25][26]。
- 2020年（令和2年）6月1日 - 金沢港クルーズターミナルが開館、供用を開始[27][28][29][30]。
- 2022年（令和4年）
  - 3月9日 - 金沢港がみなとオアシスとして登録[31][32]。
  - 3月18日 - 神戸港とクルーズ客船誘致の連携協定を締結[33][34][35][36]。

## 定期航路
2022年時点で週9便が運航されている。特記がないものはすべて週1便の運航。
韓国・中国コンテナ航路（高麗海運・南西海運）
- 釜山 - 金沢 - 伏木富山 - 新潟 - 苫小牧 - 石狩 - 境港 - 釜山 - 蔚山 - 光陽 - 連雲港 - 青島 - 釜山

韓国・中国コンテナ航路（高麗海運・汎州海運）
- 釜山 - 新潟 - 伏木富山 - 金沢 - 蔚山 - 釜山 - 光陽 - 寧波 - 上海 - 釜山

中国コンテナ航路（神原汽船）
- 上海 - 金沢 - 新潟 - 大連 - 青島 - 上海 - 伏木富山 - 新潟 - 小樽 - 上海

韓国コンテナ航路（興亜海運・高麗海運・長錦商船・Xプレスフィーダーズ）
- 高麗：釜山 - 境港 - 金沢 - 敦賀 - 舞鶴 - 釜山
- 興亜・長錦：釜山 - 釜山新港 - 敦賀 - 伏木富山 - 新潟 - 金沢 - 釜山
- 興亜・長錦：釜山 - 金沢 - 新潟 - 舞鶴 - 境港 - 浜田 - 釜山
- Xプレス：釜山新港 - 新潟 - 伏木富山 - 秋田 - 金沢 - 釜山新港

韓国RORO航路（サンスターライン、週2便運航）
- 釜山新港 - 敦賀 - 金沢 - 馬山 - 釜山新港 - 敦賀 - 金沢 - 馬山 - 釜山新港

## 施設

### 埠頭
金沢港には現在8か所の埠頭（岸壁）がある。
戸水埠頭
- 貨物船（RO-RO船）が停泊する。

無量寺（むりょうじ）埠頭
- 旅客船が停泊する。海上自衛隊の護衛艦や海上保安庁の巡視船が一般公開されるときはここに停泊する。かつてここにあった金沢みなと会館を閉鎖し、新たな施設として金沢港クルーズターミナルを整備[38][39]。新型コロナウイルス感染症（コロナ禍）の感染拡大に伴い、当初2020年（令和2年）4月4日の開業予定日を延期し[28]、同年6月1日にオープンした[27][28][29]。1階にCIQ設備を備えた待合所[28]、2階には展望デッキや体験学習型の展示施設「金沢港まなび体験ルーム」が設置されている[28][29]。なお、施設の愛称として「ひゃくまんごくマリンテラス」が採用されている[40][41]。

石油埠頭
- タンカーやLPG船が停泊する。

大野埠頭（水産埠頭）
- 漁船が停泊する。

五郎島(ごろじま）埠頭
- リサイクル製品の集積地として活用されている。海上保安庁の巡視船が停泊している。

御供田（ごくでん）埠頭
- コンテナ船が停泊する。海上コンテナのターミナルが整備されており、石川県のガントリークレーンが2基設置されている[42][43]。

大浜埠頭
- RORO船が停泊し、金沢港では一番新しい岸壁で最大の規模を誇る[5]。小松製作所の金沢工場が隣接しており[44]、国際物流ターミナルが整備されている[5]。2017年には加賀国が艦名の由来となった護衛艦「かが」[45][46][47]、2019年には「クイーン・エリザベス」[48][49]が接岸している（いずれも初寄港、金沢港クルーズターミナルの供用前）。

### 港周辺
国・行政機関
- 第九管区海上保安本部金沢海上保安部[50]
- 国土交通省北陸地方整備局金沢港湾・空港整備事務所
- 大阪税関金沢税関支署
- 石川県金沢港湾事務所
- 金沢市消防局金石消防署臨港出張所

みなとオアシス金沢港として登録されている施設
- 金沢港クルーズターミナル
- 金沢港いきいき魚市
- 石川県金沢港大野からくり記念館
- 石川県銭屋五兵衛記念館
- 大野お台場公園

その他の施設
- コマツ産機
- 小松製作所金沢工場
- 大野灯台
- 西濃運輸金沢港営業所

### 停泊船
第九管区海上保安本部金沢海上保安部
- はくさん[50]
- かがゆき[50]
- わしかぜ[50]

## 交通
- 石川県道8号松任宇ノ気線
- 石川県道60号金沢田鶴浜線

## 連携協定を結ぶ港湾
いずれもクルーズ客船の誘致に関する連携協定を結んでいる。
- 横浜港（神奈川県横浜市）[26][24][25]
- 神戸港（兵庫県神戸市）[33][34][35][36]

## 近隣港湾
- 直江津港
- 伏木富山港
- 七尾港
- 敦賀港
- 舞鶴港